# Kleine Mühle (Danzig)

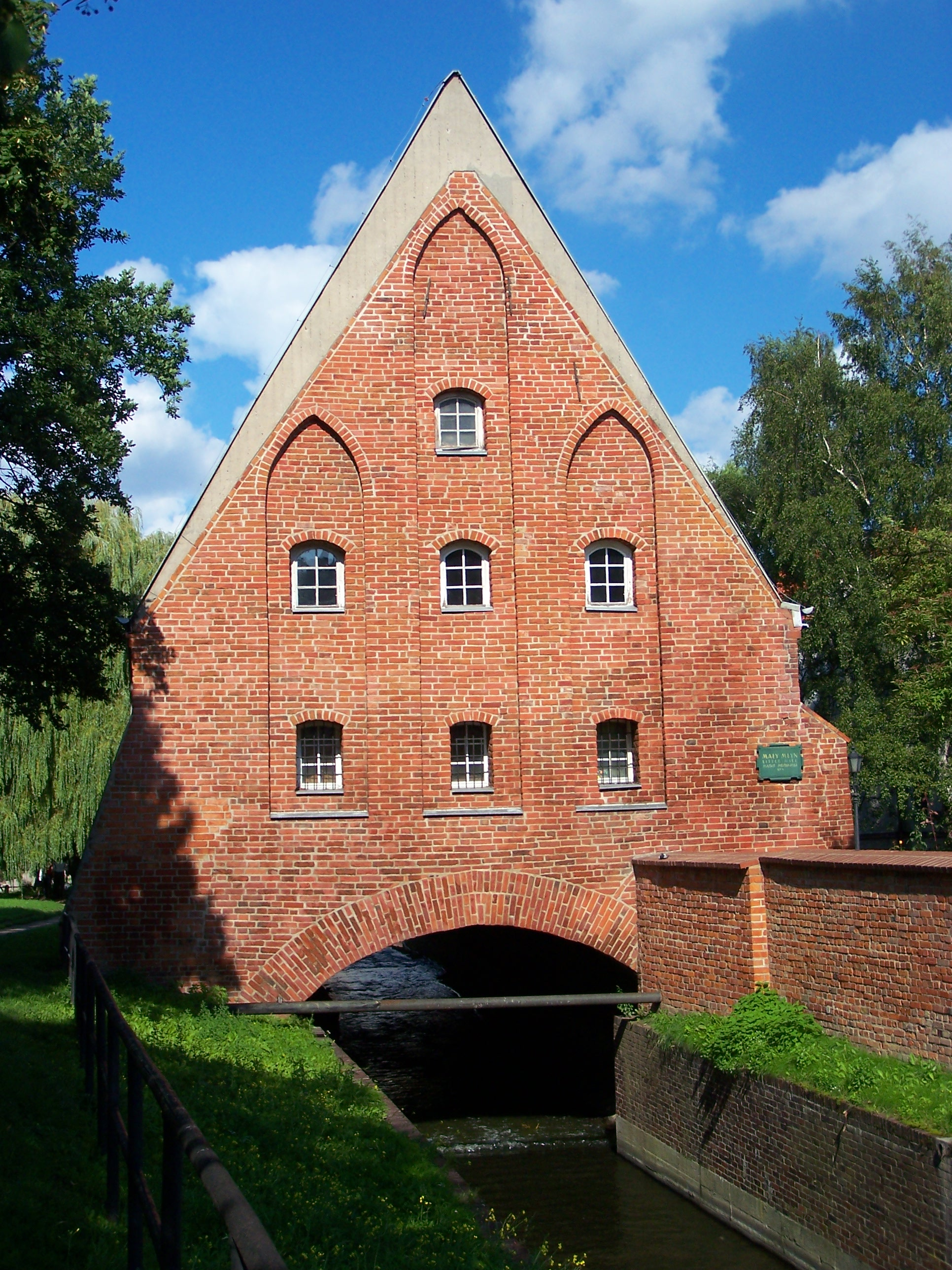
Die Kleine Mühle

Die Kleine Mühle ist ein ehemalig genutzter Speicher in der Danziger Altstadt. 

## Geschichte und Beschreibung
Die Kleine Mühle wurde über einem Gewölbe errichtet, das den unter der Herrschaft des Deutschen Ritterordens im vierzehnten Jahrhundert ausgehobenen Radaunekanal überspannt. Die Kleine Mühle befindet sich unweit der Großen Mühle und der Katharinenkirche. Das gotische Backsteingebäude mit einem mit Dachziegeln bedeckten Giebeldach wurde um 1400 errichtet.
Das Gebäude war keine Mühle, es diente als Speicher für Produkte der Großen Mühle.
Schwer beschädigt während der Kriegsereignisse, beherbergt es nach dem Wiederaufbau u. a. den Sitz der Polnischen Anglergesellschaft.